# Truls Jevne Hagen
Truls Jevne Hagen (Moelv, 23 giugno 1987) è un calciatore norvegese, difensore dell'Hamar.

## Carriera

### Club
Jevne Hagen ha iniziato la carriera con la maglia dell'HamKam. Ha debuttato in squadra il 26 maggio 2004, subentrando a Petter Vaagan Moen nel 7-2 inflitto al Brumunddal nell'edizione stagionale del Norgesmesterskapet. Il 6 giugno dello stesso anno ha esordito nell'Eliteserien, sostituendo Marius Gullerud nella sconfitta per 5-0 in casa del Rosenborg.
È rimasto in squadra anche in seguito alla retrocessione del club in 1. divisjon. Proprio in questa divisione, è arrivato il suo primo gol in campionato: è stato lui a realizzare la marcatura che ha sancito il successo per 0-1 in casa del Kongsvinger. La squadra è stata nuovamente promossa nella massima divisione norvegese, per poi retrocedere due volte consecutivamente: l'HamKam è passato così dall'Eliteserien alla 2. divisjon.
Nel 2010, Jevne Hagen ha contribuito alla promozione in 1. divisjon del club. Il 10 dicembre 2014, ha rinnovato il contratto che lo legava al club anche per la stagione successiva. Il 18 dicembre 2015 ha rinnovato ulteriormente il contratto con l'HamKam.
Al termine del campionato 2017, l'HamKam di Jevne Hagen ha fatto ritorno in 1. divisjon. Il 10 marzo 2018 ha firmato un nuovo accordo annuale con l'HamKam.

### Nazionale
Jevne Hagen ha rappresentato la Norvegia a livello Under-17, Under-18 e Under-19.

## Statistiche

### Presenze e reti nei club
Statistiche aggiornate al 2 febbraio 2020.
| Stagione      | Club          | Campionato    | Campionato | Campionato | Coppe nazionali | Coppe nazionali | Coppe nazionali | Coppe continentali | Coppe continentali | Coppe continentali | Supercoppe | Supercoppe | Supercoppe | Totale | Totale |
| Stagione      | Club          | Comp          | Pres       | Reti       | Comp            | Pres            | Reti            | Comp               | Pres               | Reti               | Comp       | Pres       | Reti       | Pres   | Reti   |
| ------------- | ------------- | ------------- | ---------- | ---------- | --------------- | --------------- | --------------- | ------------------ | ------------------ | ------------------ | ---------- | ---------- | ---------- | ------ | ------ |
| 2004          | HamKam        | ES            | 2          | 0          | CN              | 1               | 0               | -                  | -                  | -                  | -          | -          | -          | 3      | 0      |
| 2005          | HamKam        | ES            | 1          | 0          | CN              | 1               | 0               | -                  | -                  | -                  | -          | -          | -          | 2      | 0      |
| 2006          | HamKam        | ES            | 0          | 0          | CN              | 1               | 0               | -                  | -                  | -                  | -          | -          | -          | 1      | 0      |
| 2007          | HamKam        | 1D            | 28         | 3          | CN              | ?               | ?               | -                  | -                  | -                  | -          | -          | -          | 28+    | 3+     |
| 2008          | HamKam        | ES            | 8          | 0          | CN              | 1               | 0               | -                  | -                  | -                  | -          | -          | -          | 9      | 0      |
| 2009          | HamKam        | 1D            | 15         | 0          | CN              | ?               | ?               | -                  | -                  | -                  | -          | -          | -          | 15+    | 0+     |
| 2010          | HamKam        | 2D            | 7          | 0          | CN              | ?               | ?               | -                  | -                  | -                  | -          | -          | -          | 7+     | 0+     |
| 2011          | HamKam        | 1D            | 16         | 0          | CN              | ?               | ?               | -                  | -                  | -                  | -          | -          | -          | 16+    | 0+     |
| 2012          | HamKam        | 1D            | 30         | 0          | CN              | 3               | 0               | -                  | -                  | -                  | -          | -          | -          | 33     | 0      |
| 2013          | HamKam        | 1D            | 24+1       | 1+0        | CN              | 3               | 1               | -                  | -                  | -                  | -          | -          | -          | 28     | 2      |
| 2014          | HamKam        | 1D            | 7          | 0          | CN              | 1               | 0               | -                  | -                  | -                  | -          | -          | -          | 8      | 0      |
| 2015          | HamKam        | 2D            | 25         | 0          | CN              | 2               | 0               | -                  | -                  | -                  | -          | -          | -          | 27     | 0      |
| 2016          | HamKam        | 2D            | 24         | 2          | CN              | 1               | 1               | -                  | -                  | -                  | -          | -          | -          | 25     | 3      |
| 2017          | HamKam        | 2D            | 26         | 1          | CN              | 1               | 0               | -                  | -                  | -                  | -          | -          | -          | 27     | 1      |
| 2018          | HamKam        | 1D            | 22         | 1          | CN              | 4               | 0               | -                  | -                  | -                  | -          | -          | -          | 26     | 1      |
| Totale HamKam | Totale HamKam | Totale HamKam | 237+1      | 8+0        |                 | 19+             | 2+              |                    | -                  | -                  |            | -          | -          | 257+   | 10+    |
| 2019          | Moelven       | 4D            | 21+1       | 9+1        | CN              | 0               | 0               | -                  | -                  | -                  | -          | -          | -          | 22     | 10     |
| 2020          | Furnes        | 4D            | 0          | 0          | CN              | 0               | 0               | -                  | -                  | -                  | -          | -          | -          | 0      | 0      |
| Totale        | Totale        | Totale        | 258+2      | 17+1       |                 | 15+             | 2+              |                    | -                  | -                  |            | -          | -          | 279+   | 20+    |